# Жуков, Дмитрий Александрович (дипломат)
Дми́трий Алекса́ндрович Жу́ков (2 (15) ноября 1909 — 24 марта 1981) — советский дипломат. Чрезвычайный и полномочный посол, кандидат технических наук.

## Биография
Член ВКП(б).
- До 1939 года работал заведующим лабораторией Центрального котлотурбинного института им. Ползунова. Благодаря владению иностранными языками попал в НКИД[1].
- В 1939—1943 годах — советник посольства СССР в Японии.
- В 1943—1944 годах — заместитель заведующего II Дальневосточным отделом НКИД СССР.
- В 1944—1945 годах — заведующий II Дальневосточным отделом НКИД СССР.
- С 5 сентября 1945 по 21 октября 1947 года — чрезвычайный и полномочный посол СССР в Чили[2].
- В 1948—1953 годах — заведующий Отделом Латиноамериканских стран МИД СССР.
- В 1953—1954 годах — заведующий Протокольным отделом МИД СССР.
- С 9 июля 1954 по 24 августа 1958 года — чрезвычайный и полномочный посол СССР в Индонезии[3].
- В 1958—1960 годах — заместитель генерального секретаря МИД СССР.
- В 1960—1965 годах — начальник Управления по обслуживанию дипломатического корпуса МИД СССР.
- В 1965—1968 годах — генеральный секретарь МИД СССР, член Коллегии МИД СССР.
- В 1968—1974 годах — заведующий Отделом стран Латинской Америки МИД СССР, член Коллегии МИД СССР.
- С 30 мая 1974 по 24 марта 1981 года — чрезвычайный и полномочный посол СССР в Бразилии[4].
- С 6 января 1975 по 23 февраля 1976 года — чрезвычайный и полномочный посол СССР в Гайане по совместительству[5].

## Награды
- Орден Трудового Красного Знамени (5 ноября 1945)
- Орден Красной Звезды (3 ноября 1944)